# Jakob Jud

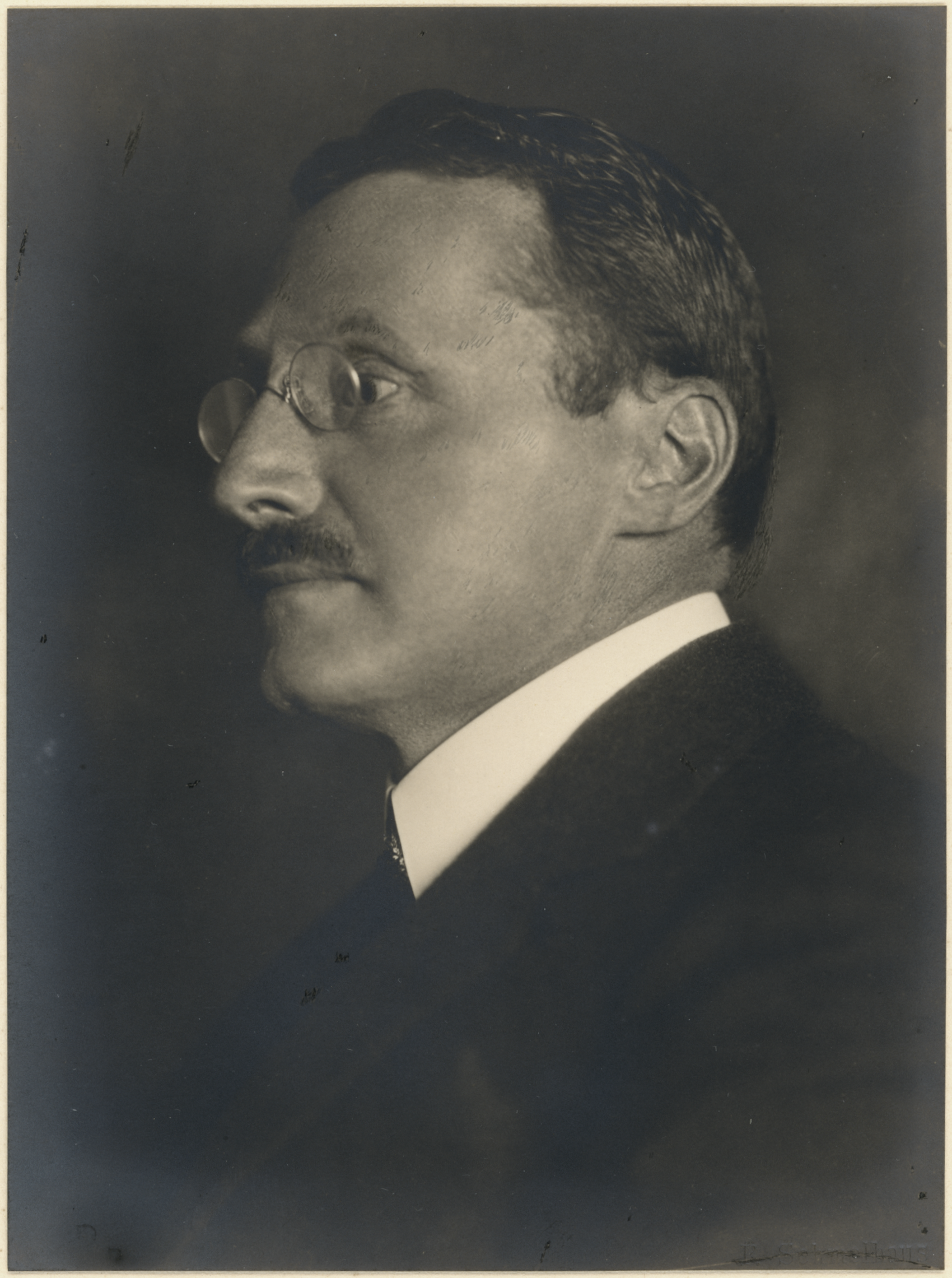
Jakob Jud

Jakob Jud (* 12. Januar 1882 in Wängi im Kanton Thurgau; † 15. Juni 1952 in Seelisberg im Kanton Uri) war ein Schweizer Romanist.

## Leben und wissenschaftliches Werk
Nach seinem Studium an der Universität Zürich und an den Hochschulen in Paris und Florenz war Jud von 1922 bis 1950 Professor für romanische Sprachwissenschaft und altfranzösische Literatur an der Universität Zürich. In der Romanistik lagen seine Schwerpunkte in der Dialektologie des Italienischen, Französischen und Rätoromanischen sowie der Weiterführung der Onomasiologie.
Unter dem Einfluss seines Lehrers Heinrich Morf vereinigte er Jules Gilliérons Sprachgeographie mit den Ideen der Forschungsrichtung Wörter und Sachen, und die Wechselwirkungen zwischen Kultur und Sprache bildeten das Zentrum seines Forschens. Jud konzipierte zusammen mit Karl Jaberg den monumentalen Sprach- und Sachatlas Italiens und der Südschweiz (AIS), der in acht Bänden zwischen 1928 und 1940 herauskam. Exploratoren waren Paul Scheuermeier, Gerhard Rohlfs und Max Leopold Wagner.
Dem Irredentismus der italienischen Faschisten, die das Bündnerromanische als italienischen Dialekt klassifizierten, wirkte Jud mit linguistischen Argumenten entgegen.
Er war sodann zusammen mit Arnald Steiger Herausgeber der wissenschaftlichen Zeitschrift Vox Romanica. Zu seinen Schülern gehörten unter anderem Rudolf Hotzenköcherle und Fritz Gysling.

## Bibliografie (in Auswahl)
- [zusammen mit Karl Jaberg:] Sprach- und Sachatlas Italiens und der Südschweiz, Bd. 1–8, Zofingen und Bern 1928–1960.
- Der Sprachatlas als Forschungsinstrument, hrsg. von Karl Jaberg, Halle/Saale 1928, Nachdruck: Nendeln/Liechtenstein 1973 (Kraus Reprint).
- Romanische Sprachgeschichte und Sprachgeographie, Zürich und Freiburg i. Br. 1973